# Horch 850
Horch 850 är en personbil, tillverkad av den tyska biltillverkaren Horch mellan 1935 och 1940. 

## Horch 850
Typ 850 ersatte såväl 500-modellen som flaggskeppet Horch 12. Den åttacylindriga radmotorn med kamskaftsdriven överliggande kamaxel kändes igen från företrädaren men chassit var helt nytt. Bilen hade individuell hjulupphängning fram med tvärliggande bladfjädrar  och hydrauliska bromsar. Sportcabrioleten med kort hjulbas hade De Dion-axel bak medan den tunga limousinen behöll den stela bakaxeln.
1937 uppdaterades motorn med en modifierad kamaxel och ökat kompressionsförhållande för högre toppeffekt. Modellerna med lång hjulbas ersattes av Typ 951 som fick De Dion-bakaxel likt sportcabrioleterna.

## Motor

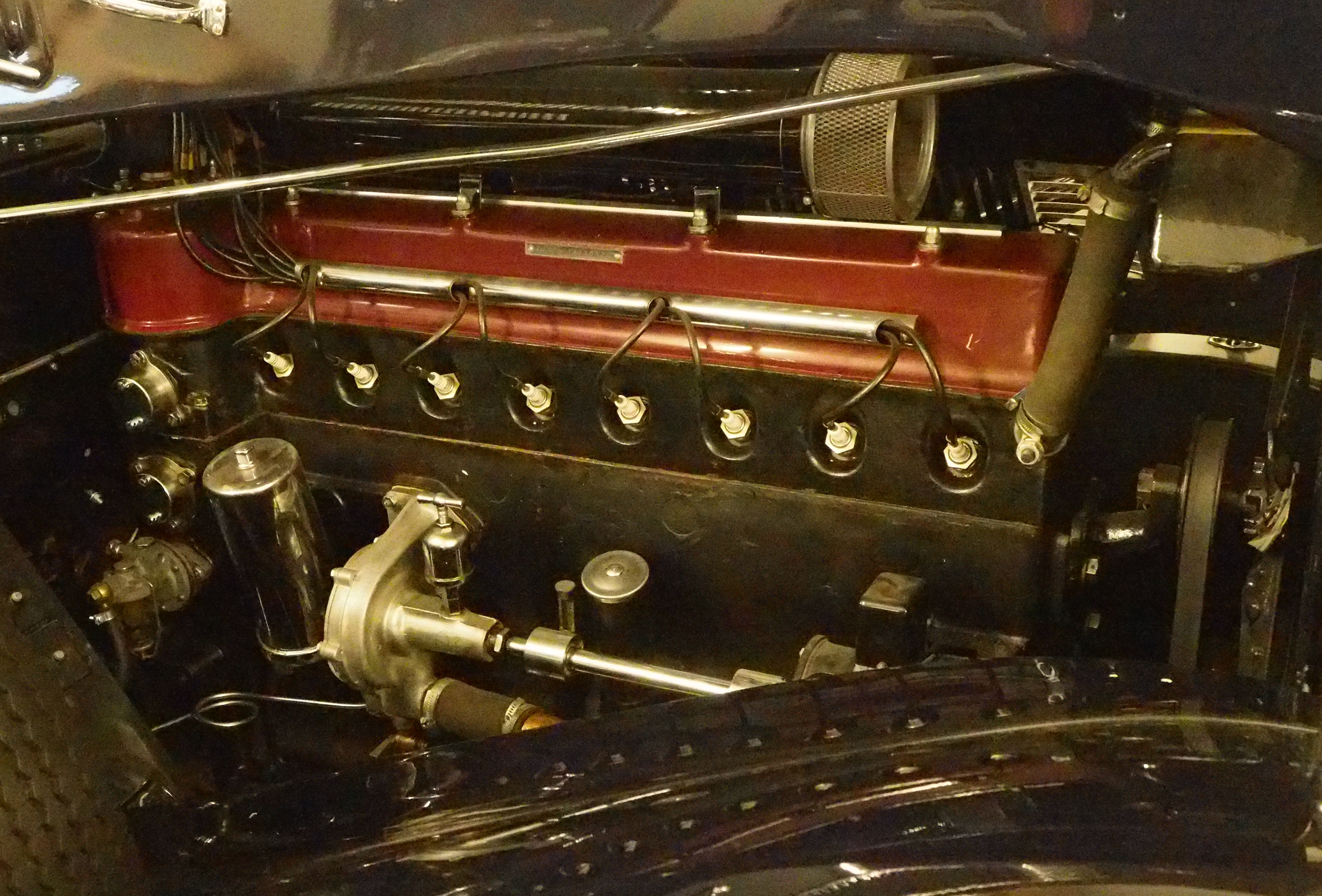
Den åttacylindriga radmotorn.

| Modell      | Årsmodell | Motor               | Cylindervolym | Effekt | Bränslesystem   |
| ----------- | --------- | ------------------- | ------------- | ------ | --------------- |
| 850/851     | 1935-36   | 8-cyl radmotor SOHC | 4944 cm³      | 100 hk | Enkel förgasare |
| 853/855/951 | 1937-40   | 8-cyl radmotor SOHC | 4944 cm³      | 120 hk | Enkel förgasare |

## Bilder

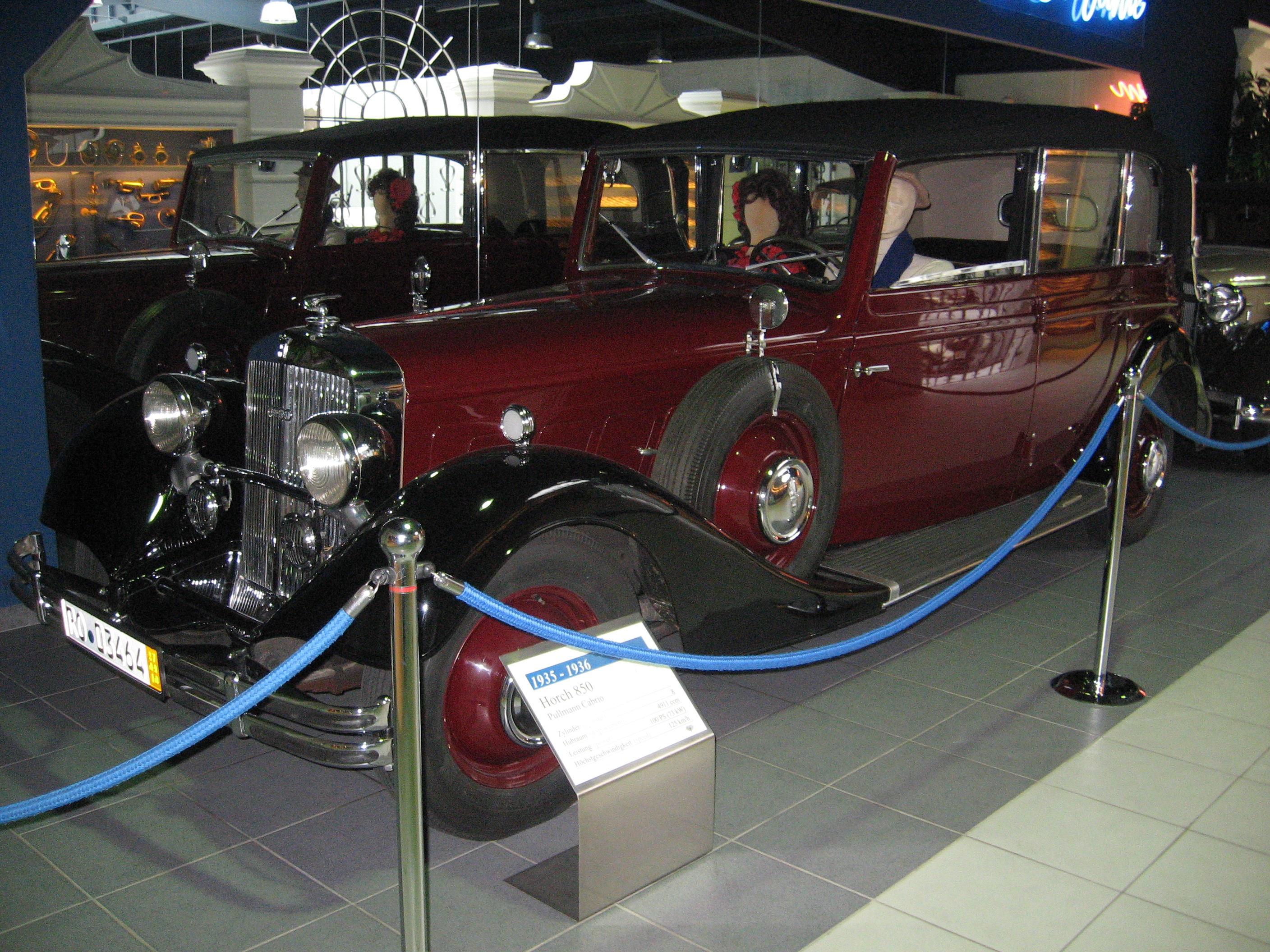
Horch 850
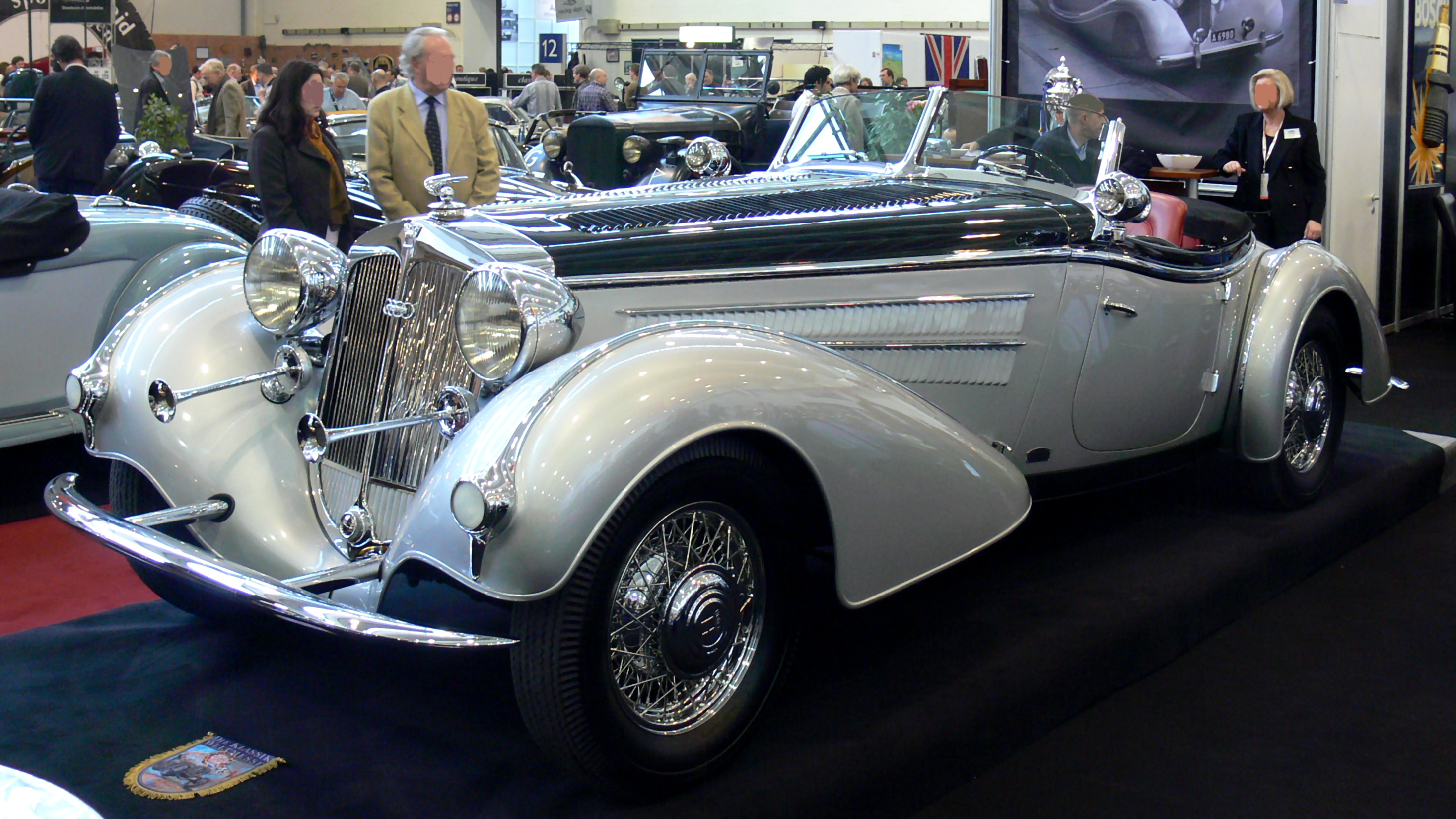
Horch 855
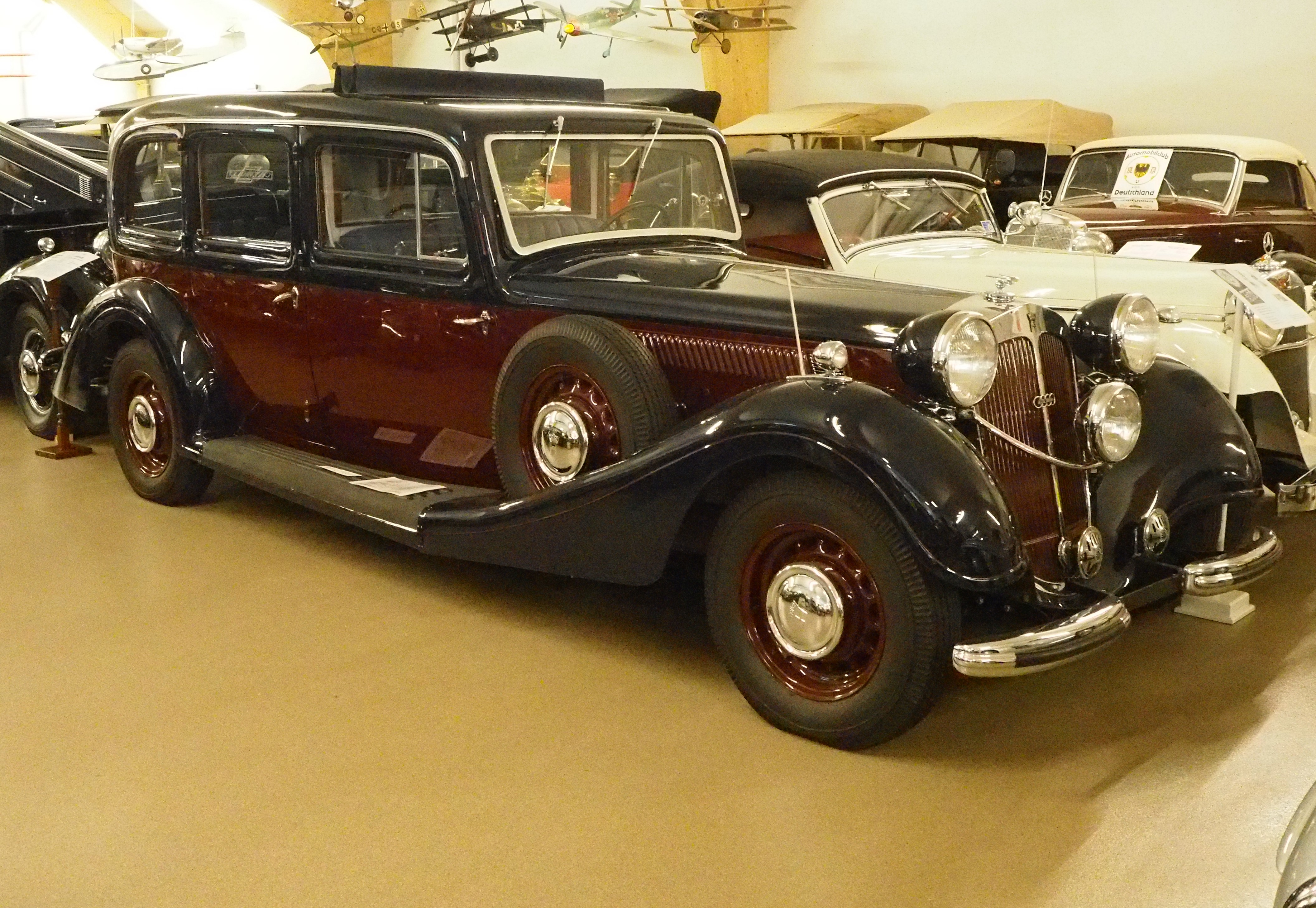
Horch 951 A